# Donji Tkalec
 Donji Tkalec  falu Horvátországban Zágráb megyében. Közigazgatásilag Vrbovechez tartozik.

## Fekvése
Zágrábtól 40 km-re északkeletre, községközpontjától 8 km-re északra a megye északkeleti határán fekszik.

## Története
A települést 1771-ben említik először, amikor 93 lakosa volt. Évszázadokig, egészen a 20. század második feléig Dubovac plébániájához tartozott. Ekkor a mali raveni plébániához csatolták.
1857-ben 81, 1910-ben 118 lakosa volt. Trianonig Belovár-Kőrös vármegye Kőrösi járásához tartozott. 2001-ben 105 lakosa volt.

## Lakosság
| Lakosság változása | Lakosság változása | Lakosság változása | Lakosság változása | Lakosság változása | Lakosság változása | Lakosság változása | Lakosság változása | Lakosság változása | Lakosság változása | Lakosság változása | Lakosság változása | Lakosság változása | Lakosság változása | Lakosság változása |
| ------------------ | ------------------ | ------------------ | ------------------ | ------------------ | ------------------ | ------------------ | ------------------ | ------------------ | ------------------ | ------------------ | ------------------ | ------------------ | ------------------ | ------------------ |
| 1857               | 1869               | 1880               | 1890               | 1900               | 1910               | 1921               | 1931               | 1948               | 1953               | 1961               | 1971               | 1981               | 1991               | 2001               |
| 81                 | 88                 | 105                | 103                | 117                | 118                | 99                 | 112                | 112                | 122                | 118                | 112                | 97                 | 94                 | 105                |

## Külső hivatkozások
Vrbovec város hivatalos oldala